# Stazione di Silanus
Stazione di Silanus vasútállomás Olaszországban, Szardínia régióban, Silanus településen.

## Vasútvonalak
Az állomást az alábbi vasútvonalak érintik:
- Macomer-Nuoro-vasútvonal

## Kapcsolódó állomások
A vasútállomáshoz az alábbi állomások vannak a legközelebb: 
- Stazione di Bortigali
- Stazione di Lei

## Lásd még
- Szardínia vasútállomásainak listája